# Maureen Stapleton
Pour les articles homonymes, voir Stapleton.
Maureen Stapleton est une actrice, réalisatrice et compositrice de musiques de films américaine, née le 21 juin 1925 à Troy (État de New York) et morte le 13 mars 2006 à Lenox (Massachusetts).
Elle a reçu de nombreuses distinctions, dont un Academy Award, un Golden Globe Award, un BAFTA Award, un Primetime Emmy Award et deux Tony Awards, en plus d'une nomination pour un Grammy Award.

## Biographie

### Jeunesse
Lois Maureen Stapleton naît le 21 juin 1925 à Troy, dans l’État de New York. Elle grandit dans une stricte famille catholique irlandaise, avec son père, John P. Stapleton, et sa mère, Irene Stapleton (née Walsh),. Son père est un alcoolique, et ses parents se sont séparés pendant son enfance,.

### Santé et mort
Depuis des années, Maureen Stapleton souffre d'anxiété et d'alcoolisme. « Dès que le rideau tombait, je plongeais dans la vodka » (« The curtain came down, and I went into the vodka »), avoue-t-elle dans une interview. Elle raconte aussi qu'elle n’a pas eu une enfance heureuse, ce qui explique ses peurs, peur de voler, peur des avions et peur des ascenseurs.
Grosse fumeuse depuis toujours, elle meurt de la bronchopneumopathie chronique obstructive, le 13 mars 2006, chez elle, à Lenox, en Massachusetts.

### Vie privée
Du 22 juillet 1949 à février 1959, elle est mariée à Max Allentuck, avec qui elle a deux enfants.
De juillet 1963 à juin 1966, Maureen Stapleton est mariée au scénariste David Rayfiel, qui collabore avec le cinéaste Sydney Pollack, et se retire pour écrire dans sa maison de verre David Rayfiel, devenue lieu historique, située à Day dans le comté de Saratoga, New York, dans les contreforts des monts Adirondacks.

## Filmographie

### Cinéma

#### Longs métrages
- 1958 : Cœurs brisés (Lonelyhearts) : Fay Doyle
- 1959 : L'Homme à la peau de serpent (The Fugitive Kind) : Vee Talbot
- 1962 : Vu du pont : Beatrice Carbone
- 1963 : Bye Bye Birdie : Mama Mae Peterson
- 1969 : Trilogy : Mary O'Meaghan
- 1970 : Airport : Inez Guerrero
- 1971 : Un été 42 (Summer of 42) : la mère d'Hermie (voix)
- 1971 : Plaza Suite de Arthur Hiller : Karen Nash
- 1978 : Intérieurs (Interiors) : Pearl
- 1979 : L'Amour sur béquilles (Lost and Found) de Melvin Frank: Jemmy
- 1979 : The Runner Stumbles (en) : Mme Shandig
- 1981 : On the Right Track : Mary
- 1981 : Fanatique (The Fan) : Belle Goldman
- 1981 : Reds : Emma Goldman
- 1984 : Johnny le dangereux (Johnny Dangerously) : Ma Kelly
- 1985 : Cocoon : Mary Luckett
- 1986 : Une baraque à tout casser (The Money Pit) : Estelle
- 1986 : La Brûlure (Heartburn) : Vera
- 1987 : Sweet Lorraine : Lillian Garber
- 1987 : Cinglée (Nuts) : Rose Kirk
- 1987 : Bienvenue au Paradis (Made in Heaven) d'Alan Rudolph : tante Lisa
- 1988 : Cocoon, le retour (Cocoon, the Return) : Mary Luckett
- 1988 : Doin' Time on Planet Earth : la vendeuse de ballons
- 1992 : Un faire-part à part (Passed Away) : Mary Scanlan
- 1994 : The Last Good Time (en) : Ida Cutler
- 1994 : La Mère idéale (en) (Trading Mom) : Mme Cavour
- 1997 : Addicted to Love : Nana
- 1998 : Wilbur Falls : la secrétaire de Wilbur Falls

- 2003 : Living and Dining : Mme Lundt

### Télévision

#### Téléfilms
- 1958 : Les Fous du roi (All the King's Men) : Sadie Burke
- 1967 : Among the Paths to Eden : Mary O'Meaghan
- 1969 : Mirror, mirror off the Wall : Ruthie Maxwell
- 1974 : Tell Me Where It Hurts : Connie
- 1975 : Queen of the Stardust Ballroom (en) : Bea Asher
- 1976 : La Chatte sur un toit brûlant (Cat on a Hot Tin Roof) : Big Mama
- 1977 : The Gathering (en) : Kate
- 1977 : There's Always Room : Madelyn Fairchild
- 1979 : Letters from Frank : Betty Miller
- 1979 : The Gathering, part II : Kate Thornton
- 1982 : The Electric Grandmother (en) de Noel Black : grand mère
- 1982 : Little Gloria... Happy at Last (en) : Emma Kieslich
- 1984 : Voyage sentimental (Sentimental Journey) : Ruthie
- 1984 : Family Secrets (en) : Maggie Lukauer
- 1985 : Private Sessions (en) : Dr. Liz Bolger
- 1988 : Liberace: Behind the Music (en) : Frances Liberace
- 1992 : Dernier souhait, dernier soupire (Last Wish) : Ida Rollin
- 1992 : Miss Rose White (en) : Tanta Perla
- 1992 : Lincoln : Sarah Bush Lincoln (voix)

#### Séries télévisées
- 1948 : Actors's Studio (en), saison 1, épisode 3
- 1952 : Curtain Call (en), saison 1, épisode 23
- 1953 : Goodyear Television Playhouse (en), saison 2, épisode 16
- 1954 : The Philco Television Playhouse, 2 épisodes : la fille / Mrs. Johnson
- 1954 : Medic (en), saison 1, épisode 7 : Evelyn Strauss
- 1955 : Star Tonight (en), saison 1, épisode 22
- 1955 : Justice (en), saison 3, épisode 9
- 1955 : Armstrong Circle Theatre, saison 6, 2 épisodes : Mrs. Elizabeth Steigerwald
- 1956 : The Alcoa Hour (en), saison 2, épisode 26 : Vi Miller
- 1956 : Studio One, saison 9, épisode 9 : Rachel Jackson
- 1958 : Kraft Television Theatre (en), saison 11, épisodes 31 et 32 : Sadie Burke
- 1959 : Playhouse 90, saison 3, épisodes 23 et 24 : Pilar
- 1960 : The Robert Herridge Theater, saison 1, épisode 25
- 1960 : CBS Repertoire Workshop (en), épisode Tessie Malfitano and Anton Waldek : Tessie
- 1961 : The Play of the Week (en), saison 2, épisode 20
- 1961 : Car 54, Where Are You? (en), saison 1, épisode 9 : gitane
- 1961 : Naked City, 2 épisodes : Ruth Callan / Abilene Hutchinson Bick
- 1962 : The DuPont Show of the Week (en), saison 2, épisode 5 : professeur Gretchen Anna Thaelman
- 1964 : East Side/West Side, épisode 16 : Molly Cavanaugh
- 1966 : New York Television Theatre (en) : Gertrude
- 1983 : Great Performances, saison 12, épisode 2 : White Queen
- 1988 : The Thorns (en), 2 épisodes : Mrs. Hamilton
- 1989 : Un privé nommé Stryker (B L Stryker), saison 1, épisode 4 : Auntie Sue
- 1989 : Equalyzer, saison 4, épisode 18 : Emmy Rutheford
- 1995 : Les Contes d'Avonlea (Road to Avonlea), saison 6, épisode 11 : Maggie MacPhee

## Distinctions

### Récompenses
- Emmy Awards 1968 : meilleure actrice dans une mini-série ou un téléfilm pour Among the Paths to Eden

- Golden Globes 1971 : meilleure actrice dans un second rôle pour Airport

- Los Angeles Film Critics Association Awards 1978 : meilleure actrice dans un second rôle pour Intérieurs
- New York Film Critics Circle Awards 1978 : meilleure actrice dans un second rôle pour Intérieurs

- Los Angeles Film Critics Association Awards 1981 : meilleure actrice dans un second rôle pour Reds

- National Society of Film Critics Awards 1982 : meilleure actrice dans un second rôle pour Reds
- Oscars 1982 :  meilleure actrice dans un second rôle pour Reds

- BAFTA Awards 1983 : meilleure actrice dans un second rôle pour Reds

### Nominations
- Emmy Awards 1959 : meilleure actrice pour Les Fous du roi
- Golden Globes 1959 : meilleure actrice dans un second rôle pour Cœurs brisés
- Oscars 1959 :  meilleure actrice dans un second rôle pour Cœurs brisés

- BAFTA Awards 1971 : meilleure actrice dans un second rôle pour Airport
- Oscars 1971 : meilleure actrice dans un second rôle pour Airport

- Golden Globes 1972 : meilleure actrice dans un second rôle pour Plaza Suite

- Emmy Awards 1975 : meilleure actrice dans une émission spéciale pour Queen of the Stardust Ballroom

- Emmy Awards 1978 : meilleure actrice dans une émission spéciale pour The Gathering

- Golden Globes 1979 : meilleure actrice dans un second rôlee pour Intérieurs
- Oscars 1979 :  meilleure actrice dans un second rôle pour Intérieurs

- Golden Globes 1981 : meilleure actrice dans un second rôle pour Reds

- Emmy Awards 1989 : meilleure actrice invitée dans une série dramatique pour Un privé nommé Stryker

- Emmy Awards 1992 : meilleure actrice dans une mini-série pour Miss Rose White

- Emmy Awards 1996 : meilleure actrice invitée dans une série dramatique pour Les Contes d'Avonlea